# Dariusz Świerczewski
Dariusz Świerczewski (Lublino, 22 febbraio 1936 – Varsavia, 9 febbraio 2005) è stato un cestista polacco.

## Carriera
Con la Polonia ha disputato i Giochi olimpici di Roma 1960.

## Palmarès
- Campionato polacco: 2

Lech Poznań: 1954-55, 1957-58
- Coppa di Polonia: 2

Lech Poznań: 1954, 1955